# Hate Them
Hate Them (с англ. — «Возненавидь их») — одиннадцатый студийный альбом норвежской блэк-метал-группы Darkthrone, вышедший на лейбле Moonfog Productions 10 марта 2003 года. По утверждению участников группы, запись диска заняла всего 26 часов.

## Стиль, отзывы критиков
Критик Эдуардо Ривадавия оценил альбом достаточно сдержанно, указав на то, что на этом диске Darkthrone столкнулись с проблемой собственного «старения» и неизбежных самоповторов. В своей рецензии на альбом Ривадавия заметил, что помимо традиционных для блэк-метала элементов в композициях, собранных на Hate Them, присутствуют типичные хард-роковые риффы. По мнению рецензента, диск как цельное произведение оказался неудачен, но часть его недостатков компенсируется энергичностью и «грубой силой» музыки.

## Список композиций
1. Rust — 06:45
2. Det svartner nå — 05:37
3. Fucked up and Ready to Die — 03:44
4. Ytterst i livet — 05:25
5. Divided We Stand — 05:18
6. Striving for a Piece of Lucifer — 05:31
7. In Honour of Thy Name — 06:27

## Участники записи
- Fenriz — ударные
- Nocturno Culto — гитара, бас и вокал
- LRZ (Lars Sorensen) — синтезатор в начале первого и в конце последнего треков

### Работа над записью и выпуском
- Martin Kvamme и Nocturno Culto — дизайн
- Eric Massicotte — обложка
- Lars Klokkerhaug — инженер
- Tom Kvalsvoll — мастеринг